# Даниил Заточник
Дании́л Зато́чник (XII или XIII век) — древнерусский книжник, уроженец Переяславского княжества, сосланный великим князем Юрием Долгоруким на Русский Север в прионежские земли близ озера Лача.
Биографические данные о нём отсутствуют. Предполагают, что ему принадлежат два близких по тексту произведения, именуемых редакциями, или же одно из них. Первая редакция — «Слово Даниила Заточника», вторая — «Моление Даниила Заточника». Существует версия, что под этим псевдонимом скрывался Кирилл Туровский, преследуемый великим князем Андреем Боголюбским.
Даниил Заточник упоминается в Симеоновской летописи (1387), где рассказывается о некоем попе, пришедшем из Орды «с мешком зелия» и сосланном Юрием Долгоруким на озеро Лача (Архангельская область), «идеже бе Данило Заточник». Само слово «Заточник», возможно, было прозвищем и могло означать заключённого, сосланного человека (в таком случае можно предположить и его «заточение» на Лаче-озере, тем более что это озеро также упоминается в тексте «Моления…») или человека «заложившегося» — согласившегося на подневольную работу.
Скупость сведений о Данииле Заточнике и их легендарный характер приводили к разнообразным гипотезам о его жизни, социальном положении, времени написания произведений и т. д., и большинство этих предположений имеет гипотетический характер. Даниила Заточника считали боярским холопом (Николай Гудзий), сыном княжеской рабыни (Фёдор Буслаев), членом младшей княжеской дружины (Е. И. Модестов), думцем князя (Пётр Миндалев), дворянином (И. У. Будовниц). Михаил Тихомиров, отмечая отличное знание Даниилом Заточником ремёсел, выводил отсюда принадлежность его к ремесленникам. Николай Воронин считал, что деятельность Даниила Заточника связана с городом Владимиром, временем бурной строительной деятельности Андрея Боголюбского. Борис Романов писал, что Даниил Заточник — «кандидат в любое общественное положение, куда приводит его игра случая», «человек, оторвавшийся от своего общественного стандарта», и создал даже термин «заточничество», подчёркивающий неустойчивость положения человека, к которому обращён. Дмитрий Лихачёв отмечал влияние на Даниила Заточника стиля скоморохов, считал его своего рода интеллигентом Древней Руси, «принадлежащим к эксплуатируемым слоям общества».
Хрисанф Лопарев и Николай Водовозов полагали, что Даниил Заточник мог быть также автором «Слова о погибели Русской земли» и «Сказания о подвигах и жизни Александра Невского».